# Xavier Eluère
Xavier Marie Louis Antoine Eluère (Issé, Loira Atlàntic, 8 de setembre de 1897 - Saint-Privat-des-Prés, Dordonya, 5 de febrer de 1967) va ser un boxejador francès que va competir en els anys posteriors a la Primera Guerra Mundial. Era cosí d'Alfred Eluère.
El 1920 va prendre part en els Jocs Olímpics d'Anvers, on guanyà la medalla de bronze de la categoria del pes pesant, del programa de boxa.
Entre 1922 i 1924 lluità com a professional, amb un balanç de 9 victòries i 6 derrotes.